# Dwayne Miller
Dwayne St Aubyn Miller (Saint Thomas, 14 luglio 1987) è un calciatore giamaicano, portiere dell'Eskilstuna City.

## Carriera

### Club
Le sue prime squadre sono state giamaicane: nel 2004 ha debuttato nel Tivoli Gardens, un anno più tardi è passato al Harbour View con cui ha giocato fino al 2010.
Proprio nel 2010 iniziò la sua prima parentesi all'estero, firmando un contratto biennale a marzo con gli svedesi del Syrianska, all'epoca relegati in seconda serie. Miller arrivò inizialmente come secondo portiere, tanto da non giocare le prime 7 partite, ma riuscì a conquistarsi il posto da titolare. Il Syrianska fu promosso nella massima serie, e il portiere giamaicano riuscì anche a mantenere la porta inviolata in 9 delle ultime 11 partite del campionato.
Continuò ad essere l'estremo difensore del Syrianska anche in Allsvenskan, dove il club è riuscito a salvarsi al termine delle annate 2011 e 2012.
Lasciò la squadra dopo la retrocessione del 2013, ma vi ritornò nel 2015 con il Syrianska sempre relegato in Superettan. Miller difese poi la porta giallorossa anche in 16 occasioni nel corso della Superettan 2017 e in 15 occasioni nel corso della Superettan 2019, edizioni che si conclusero entrambe con la retrocessione in Division 1.
Nel maggio del 2021 scese nella quarta serie svedese, accordandosi con l'Eskilstuna City.

### Nazionale
Miller debuttò con la Nazionale maggiore giamaicana il 28 giugno 2007, in occasione di un'amichevole contro la Malesia (2-0 per i caraibici). Poche settimane più tardi fece parte della selezione Under-20 che vinse l'argento ai XV Giochi panamericani.